# Froiz
Distribuciones Froiz, S.A. er en spansk dagligvarekoncern med hovedkvarter i Poio, Galicien. I alt har de 313 butikker, hvoraf 227 er supermarkeder. De driver virksomhed i regionerne Galicien, Castilien og Leon, Castilien-La Mancha, Madrid og det nordlige Portugal. Virksomheden blev etableret i Pontevedra i 1970 af Magín Alfredo Froiz Planes.